# Glenea rufa
Glenea rufa é uma espécie de escaravelho da família Cerambycidae. Foi descrita por Stephan von Breuning em 1956. É conhecida a sua existência no Bornéu.